# Миличевич, Томислав (футболист)
Томисла́в Мили́чевич (серб. Томислав Милићевић; 21 сентября 1940, Крушевац, Моравская бановина — 24 октября 2024) — югославский футболист, играл на позиции защитника.

## Биография

### Игровая карьера
В течение двух сезонов Миличевич играл за «Напредак» из Крушеваца. В 1960 году перешёл в «Црвену звезду», в составе которой отыграл семь сезонов и в составе «красно-белых» выиграл «золотой дубль» — чемпионский титул и Кубок Югославии в 1964 году. В 1968 году уехал в США, где играл за клуб NASL «Чикаго Мустангс» и сыграл за эту команду 25 матчей.
В 1969 году вернулся на родину и стал игроком «Марибора», за который сыграл 37 матчей в Первой лиге. Затем он перешёл в крагуевацкие «Раднички», за который сыграл 7 матчей. В 1971 году перешёл во французский «Газелек», за который сыграл 15 матчей и забил 6 голов. Завершил карьеру в 1971 году.

### Тренерская карьера
После завершения карьеры вернулся в «Црвену звезду» и работал в течение многих лет в молодёжной академии. Среди игроков, которые были его воспитанниками были такие игроки как Деян Станкович, Марко Пантелич, Бошко Янкович, Никола Лазетич и Страхиня Еракович.

### Смерть
Скончался 24 октября 2024 года в возрасте 84 лет.

## Достижения
«Црвена звезда»
- Чемпион Югославии (1): 1963/64
- Обладатель Кубка Югославии (1): 1963/1964